# Niklāvs Strunke
Niklāvs Strunke, född 6 oktober 1894 i Gostynin i Kejsardömet Ryssland, död 13 oktober 1966 i Rom i Italien, var en lettisk konstnär och scenograf.

## Biografi

### Tiden i Lettland
Strunke studerade konst vid olika konstskolor i Sankt Petersburg respektive Petrograd 1911–1917, bland annat för Mikhail Bernstein, Ivan Bilibin och Léon Bakst vid Sankt Petersburgs konstakademi. Under ett studieuppehåll i Sankt Petersburg studerade han för Julia Madernieks i Riga 1913. Efter sina praktiska måleristudier läste han även konsthistoria vid  Sankt Petersburgs universitet. Han bosatte sig i Riga i sitt hemland Lettland och gjorde sig där känd som scenograf vid Nationaloperan och Nationella arbetarteatern samt som bokillustratör. Han företog ett stort antal studieresor till bland annat Österrike, Tyskland och Italien där han vistades i Rom och på Capri 1923–1927. Han tilldelades lettiska kulturstipendium ett flertal gånger 1926–1934. I slutet av 1920-talet räknades han till en av pionjärerna och en av de mest originella inom det modernistiska måleriet i Lettland. Han målade då i den internationella puristiska stil som lanserats av Amédée Ozenfant och Le Corbusier. Under 1930-talet återgick han till en i huvudsak realistisk naturavbildning men med en ofta kraftigt markerad stiliserande konturering. Han arbetar även med bokillustrationer, porslin, glasmålningar och grafik. Han skrev också om konst (under pseudonymen Palmenu Klavs). Strunke var en stor kulturpersonlighet i Riga, känd för sin bohemiska stil.
Under åren i Lettland ställde han ut separat i Riga och medverkade i flera lettiska samlingsutställningar och utställningar med lettisk konst i bland annat Stockholm 1927, Moskva 1934 och Paris 1939, där han belönades med en guldmedalj.  

### Tiden i Sverige och i Italien
I slutskedet av andra världskriget flydde Strunke med sin familj till Sverige. Åren efter andra världskriget gestaltade han kriget och det ödelagda Riga med människor på flykt, illustrerande exilens smärta och sorgen över ett förlorat hemland. Senare kom han också att måla svenska landskapsmotiv. Med åren tillbringade han alltmer tid i Italien, där han kände sig mer hemma än i Sverige. Han fortsatte måla, huvudsakligen i Italien, och var mycket produktiv livet ut. Niklāvs Strunke avled 1966 i Rom och är begravd på Protestantiska kyrkogården i Rom.
I Sverige medverkade han i Liljevalchs konsthalls utställning av Baltisk konst 1946 och i Malmö 1947. Han hade separatuställningar i bland annat Karlstad 1945 och i Lund 1948. Han illustrerade böcker, gjorde bokomslag, exlibris och skrev böcker. Hans konst består av stilleben, stadsbilder bland annat från det gamla Riga och innehållsrika landskapsskildringar utförda i olja, akvarell eller gouache. Strunke är representerad vid Malmö museum, Värmlands museum, prins Eugens Waldemarsudde, Tate Gallery i London, Riga teatermuseum, Lettlands nationella konstmuseum (LNMM) i Riga, Leningrads museum och Prags museum.

## Familj
Strunke var gift med Olga Strunke, född Āboliņš, med vilken han hade tre barn, bland annat sonen Laris Strunke.